# NGC 1509
NGC 1509 è una galassia a spirale situata nella costellazione dell'Eridano, a una distanza di circa 413 milioni di anni luce dalla nostra Via Lattea.

## Scoperta
La galassia è stata scoperta prima del 12 ottobre 1886 dall'astronomo statunitense Ormond Stone. La sua relazione sulle osservazioni compiute fu inviata alla rivista The Astronomical Journal il 12 ottobre 1886, il che implica che la scoperta era avvenuta prima di questa data. Poco prima che il nuovo numero della rivista venisse pubblicato, il 22 ottobre di quel medesimo anno Lewis Swift osservò la stessa galassia fino a quel momento non ancora descritta da nessuno e quindi si può dire che la sua è una scoperta indipendente da quella di Stone. A questa galassia il New General Catalogue attribuì il codice NGC 1509.
Il 16 dicembre 1897, la stessa galassia venne descritta dall'astronomo francese Guillaume Bigourdan e l'oggetto venne inserito nell'Index Catalogue con la designazione IC 2026.

## Descrizione
Nella galassia sono presenti regioni di idrogeno ionizzato, e il suo nucleo è molto luminoso nell'ultravioletto. NGC 1509 è inserita nel catalogo di Markarian con il codice Mrk 1079 (MK 1079).
Il database SIMBAD identifica incorrettamente IC 2026 con PGC 14389, che è invece la galassia posta visualmente poco a ovest di NGC 1509..